# Champsecret
Champsecret è un comune francese di 1 046 abitanti situato nel dipartimento dell'Orne, nella regione della Normandia.

## Società

### Evoluzione demografica
Abitanti censiti